# Reef (Band)
Reef ist eine englische Rockband aus Glastonbury. Sie besteht aus Gary Stringer (Gesang), Jesse Wood (Gitarre) (früher Kenwyn House), Luke Bullen (Schlagzeug) (früher Dominic Greensmith) und Jack Bessant (Bass).

## Biografie
Jack Bessant und Gary Stringer gründeten die Band in Street, nahe Glastonbury. Kurze Zeit später zog das Duo nach Cornwall und fanden dort einen Schlagzeuger und einen Gitarristen, hatten jedoch zunächst keinen Erfolg. Nach einem Umzug nach London, wo sie ihren neuen Schlagzeuger Dominic Greensmith kennenlernten, beschlossen Bessant und Stringer, die Band Reef zu gründen. Nachdem sie ein paar Lieder aufgenommen hatten, tourte die Band 1994 und baute sich eine Fangemeinde auf. 1995 erschien das Debütalbum Replenish bei Sony S², welches die Top 10 der britischen Charts erreichte. Das zweite Album Glow erreichte Platz 1 der britischen Charts und auch die Single Place Your Hands hatte mit Platz 6 den größten Erfolg. 1999 und 2000 erschienen weitere Alben.
Aufgrund des immerwährenden Live-Auftretens pausierte die Band von 2003 bis 2010. Im April 2014 stieg der Gitarrist Kenwyn House aus und wurde durch Jesse Wood ersetzt. 2018 erschien das Album Revelation. 2020 wurde Luke Bullen neuer Schlagzeuger. 2022 erschien das Album Shoot Me Your Ace.

## Diskografie

### Studioalben
| Jahr | Titel             | Höchstplatzierung, Gesamtwochen, AuszeichnungChartsChartplatzierungen (Jahr, Titel, Platzierungen, Wochen, Auszeichnungen, Anmerkungen) | Anmerkungen                           |
| Jahr | Titel             | UK | Anmerkungen                           |
| ---- | ----------------- | --- | ------------------------------------- |
| 1995 | Replenish         | UK9 Gold · (12 Wo.)UK | Erstveröffentlichung: 19. Juni 1995   |
| 1997 | Glow              | UK1 Platin · (38 Wo.)UK | Erstveröffentlichung: 27. Januar 1997 |
| 1999 | Rides             | UK3 Silber · (10 Wo.)UK | Erstveröffentlichung: 12. April 1999  |
| 2000 | Getaway           | UK15 (5 Wo.)UK | Erstveröffentlichung: 18. August 2000 |
| 2018 | Revelation        | UK26 (1 Wo.)UK | Erstveröffentlichung: 4. Mai 2018     |
| 2022 | Shoot Me Your Ace | UK20 (1 Wo.)UK | Erstveröffentlichung: 29. April 2022  |

### Kompilationen
| Jahr | Titel                    | Höchstplatzierung, Gesamtwochen, AuszeichnungChartsChartplatzierungen (Jahr, Titel, Platzierungen, Wochen, Auszeichnungen, Anmerkungen) | Anmerkungen                           |
| Jahr | Titel                    | UK | Anmerkungen                           |
| ---- | ------------------------ | --- | ------------------------------------- |
| 2003 | Together, The Best Of... | UK52 (2 Wo.)UK | Erstveröffentlichung: 27. Januar 2003 |

Weitere Alben
- 2008: The Best Of...
- 2009: The Collection

### Singles
| Jahr | Titel Album                                | Höchstplatzierung, Gesamtwochen, AuszeichnungChartsChartplatzierungen (Jahr, Titel, Album, Platzierungen, Wochen, Auszeichnungen, Anmerkungen) | Anmerkungen                         |
| Jahr | Titel Album                                | UK | Anmerkungen                         |
| ---- | ------------------------------------------ | --- | ----------------------------------- |
| 1995 | Good Feeling Replenish                     | UK24 (5 Wo.)UK | Erstveröffentlichung: April 1995    |
| 1995 | Naked Replenish                            | UK11 (5 Wo.)UK | Erstveröffentlichung: Mai 1995      |
| 1995 | Weird Together, The Best Of...             | UK19 (3 Wo.)UK | Erstveröffentlichung: Juli 1995     |
| 1996 | Place Your Hands Glow                      | UK6 Platin · (11 Wo.)UK | Erstveröffentlichung: Oktober 1996  |
| 1997 | Come Back Brighter Glow                    | UK8 (8 Wo.)UK | Erstveröffentlichung: Januar 1997   |
| 1997 | Consideration Glow                         | UK13 (8 Wo.)UK | Erstveröffentlichung: März 1997     |
| 1997 | Yer Old Glow                               | UK21 (5 Wo.)UK | Erstveröffentlichung: Juli 1997     |
| 1999 | I’ve Got Something to Say Rides            | UK15 (6 Wo.)UK | Erstveröffentlichung: April 1999    |
| 1999 | Sweety Rides                               | UK46 (2 Wo.)UK | Erstveröffentlichung: Mai 1999      |
| 1999 | New Bird Rides                             | UK73 (1 Wo.)UK | Erstveröffentlichung: August 1999   |
| 2000 | Set the Record Straight Getaway            | UK19 (7 Wo.)UK | Erstveröffentlichung: August 2000   |
| 2000 | Superhero Getaway                          | UK55 (2 Wo.)UK | Erstveröffentlichung: Dezember 2000 |
| 2001 | All I Want Getaway                         | UK51 (2 Wo.)UK | Erstveröffentlichung: Mai 2001      |
| 2003 | Give Me Your Love Together, The Best Of... | UK44 (2 Wo.)UK | Erstveröffentlichung: Januar 2003   |
| 2003 | Waster                                     | UK56 (2 Wo.)UK | Erstveröffentlichung: Juni 2003     |

### Videoalben
| Jahr | Titel                             | Höchstplatzierung, Gesamtwochen, AuszeichnungChartsChartplatzierungen (Jahr, Titel, Platzierungen, Wochen, Auszeichnungen, Anmerkungen) | Anmerkungen                            |
| Jahr | Titel                             | UK | Anmerkungen                            |
| ---- | --------------------------------- | --- | -------------------------------------- |
| 2019 | In Motion (Live From Hammersmith) | UK5 (7 Wo.)UK | Erstveröffentlichung: 22. Februar 2019 |

## Auszeichnungen für Musikverkäufe
| Goldene Schallplatte - Australien - 1997: für das Album Glow |

Anmerkung: Auszeichnungen in Ländern aus den Charttabellen bzw. Chartboxen sind in ebendiesen zu finden.
| Land/RegionAuszeichnungen für Musikverkäufe (Land/Region, Auszeichnungen, Verkäufe, Quellen) | Silber  | Gold     | Platin     | Verkäufe  | Quellen     |
| -------------------------------------------------------------------------------------------- | ------- | -------- | ---------- | --------- | ----------- |
| Australien (ARIA)                                                                            | —       | Gold1    | —          | 35.000    | aria.com.au |
| Vereinigtes Königreich (BPI)                                                                 | Silber1 | Gold1    | 2× Platin2 | 1.060.000 | bpi.co.uk   |
| Insgesamt                                                                                    | Silber1 | 2× Gold2 | 2× Platin2 |           |             |